# Abel Korzeniowski
Pour les articles homonymes, voir Korzeniowski.
Abel Korzeniowski est un compositeur polonais de musique de film né le 18 juillet 1972 à Cracovie.
En 2012, il réalise pour Patricia Kaas, l'album Kaas chante Piaf.

## Filmographie

### Cinéma

#### Longs métrages
- 2000 : Duze zwierze de Jerzy Stuhr
- 2002 : Aniol w Krakowie d'Artur Wiecek
- 2003 : Le Temps pour demain de Jerzy Stuhr
- 2006 : Pu-239 de Scott Z. Burns
- 2007 : Terra d'Aristomenis Tsirbas
- 2009 : Tickling Leo de Jeremy Davidson
- 2009 : A Single Man de Tom Ford
- 2009 : Gwiazda Kopernika de Zdzislaw Kudla et Andrzej Orzechowski
- 2011 : W.E. de Madonna
- 2013 : Escape from Tomorrow de Randy Moore
- 2013 : Roméo et Juliette (Romeo and Juliet) de Carlo Carlei
- 2014 : Polacy w oczach swiata de Hanna L. Ceglinska-Lesnodorska
- 2015 : Ziarno prawdy de Borys Lankosz
- 2016 : Nocturnal Animals de Tom Ford
- 2018 : La Nonne (The Nun) de Corin Hardy
- 2020 : Un espion ordinaire (The Courier) de Dominic Cooke
- 2022 : Emmett Till (Till) de Chinonye Chukwu
- 2022 : Emily de Frances O'Connor
- prochainement : Emperor de Lee Tamahori

#### Courts métrages
- 2002 : Rozwój de Borys Lankosz
- 2002 : Człowiek, którego nie ma de Mariusz Malec
- 2006 : Kurc de Borys Lankosz
- 2008 : What We Take from Each Other de Scott Z. Burns
- 2019 : La Religieuse 2 (The Nun 2) de Niclas Schmidt

### Télévision

#### Séries télévisées
- 2014 : Penny Dreadful (27 épisodes)

#### Téléfilms
- 2008 : Ma vie très privée (Confessions of a Go-Go Girl) de Grant Harvey

## Récompenses
- World Soundtrack Awards 2010 : Choix du public et Découverte de l'année pour la musique du film A Single Man[1]
- World Soundtrack Awards 2012 : Prix du public pour W.E.
- International Film Music Critics Association Awards 2013 : Compositeur de l'année